# Luigi Vaccarone
Luigi Vaccarone (Torino, 1849 – 1902) è stato un avvocato e alpinista italiano.

## Biografia
Nacque in una antica famiglia aristocratica piemontese, dei Conti Vaccarone. Iniziato all'alpinismo da Alessandro Martelli ed in seguito maestro e compagno di cordata di celebri alpinisti come Guido Rey, Vaccarone fu tra i primi soci del Club Alpino Italiano ( si iscrisse nel 1873 ). Con le sue ricerche e relazioni viene indicato come il primo vero storico dell'alpinismo italiano.
Ebbe al suo attivo 48 nuove vie, un record per il suo periodo caratterizzato dalla sfida ai grandi alpinisti stranieri. Assieme a A. Martelli ed alla guida Antonio Castagneri compì la prima ascesa invernale dell'Uia di Mondrone il 24 dicembre 1874, dando il via alla pratica dell'alpinismo invernale in Italia.
A lui è dedicato il Rifugio Luigi Vaccarone in val di Susa.

## Prime ascensioni

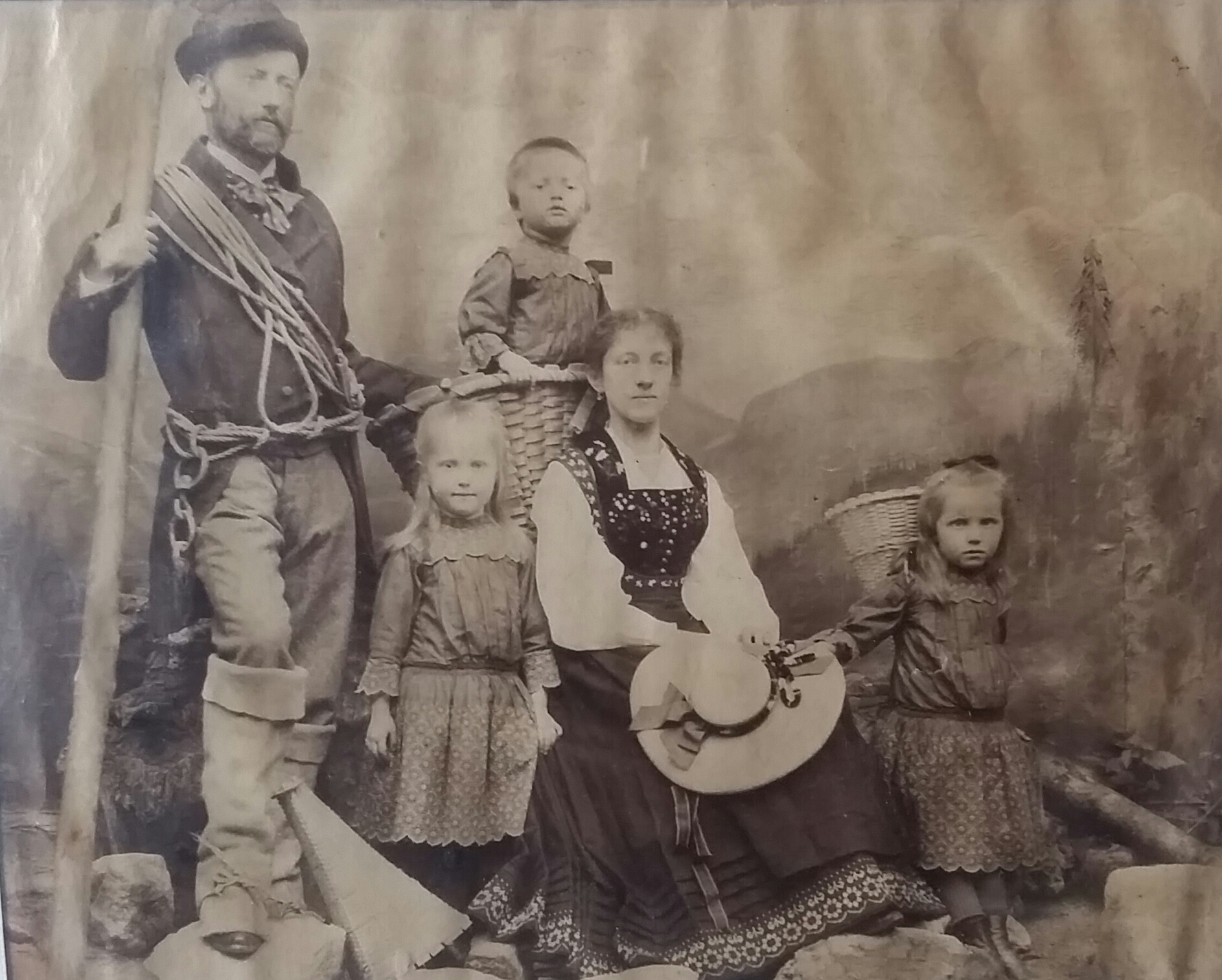
Luigi Vaccarone con la famiglia in tenuta da alpinismo

Ha compiuto la prima ascensione delle seguenti montagne:
- Becca di Gay - 14 giugno 1875 - con P. Palestrino e le guide Antonio Castagneri, A. Boggiatto e G. Bricco.[3]
- Becchi della Tribolazione - 14 giugno 1875 - con le guide Antonio Castagneri e A. Boggiatto, lo stesso giorno della prima ascensione della Becca di Gay.[4]
- Levanna Centrale - 17 agosto 1875 - con Antonio Gramaglia e le guide Antonio e Domenico Castagneri.[5]
- Becca di Montandayné - 22 agosto 1875 - con Antonio Gramaglia e le guide Antonio e Domenico Castagneri.[6]
- Becca di Moncorvé - 12 agosto 1885[7]